# Mosteiro de Santo António (Funchal)
O Mosteiro de Santo António, é um mosteiro de clarissas português, fundado em 1971. Situa-se no Lombo dos Aguiares, na freguesia de Santo António, concelho do Funchal, na Madeira, na casa onde, em 1929, morreu a Madre Virgínia Brites da Paixão, inspiradora da formação do mosteiro.
O início da sua formação data do ano de 1967, tendo sido atribuída a erecção canónica apenas em 1975.
A D. David de Sousa assumiu o cargo de governante da diocese de D. João António da Silva Saraiva que, desde a sua entrada, revelou-se um grande amigo da Ordem de Santa Clara. Em 1966 tomou a posse da diocese, e desde cedo apercebeu-se da intenção das Irmãs Clarissas de fundar um mosteiro na casa da Madre Virgínia Brites da Paixão, em Santo António. A comunidade local ficou em fervor e satisfeita pela criação do novo espaço de oração contemplativa e comunhão fraterna, era mais um mosteiro a amar e louvar o senhor.
Em 1967, juntaram-se ao mosteiro as três primeiras irmãs, ás quais se juntaram outras posteriormente.
A Madre Maria Gertrudes do Crucifixo, abadessa da Caldeira, substituída no governo da comunidade por Madre Bernadete do Sagrado Coração, dirigiu-se para Santo António, no Lombo dos Aguiares, acompanhada de uma irmã, ficando a comunidade do novo mosteiro constituída por nove religiosas e a da Caldeira por vinte e seis.
Em 1971, na presença do bispo do Funchal, procedeu-se á leitura do decreto de fundação dado em Roma em 1971 e á orgânica da comunidade, ficando a Madre Maria Gertrudes do Crucifixo com um cargo de abadessa do novo mosteiro.
Só após a erecção canónica em 1975, o Mosteiro de Santo António tornou-se independente em relação ao mosteiro fundador, o Mosteiro da Nossa Senhora da Piedade.
A construção do mosteiro constituiu a difusão e fortalecimento da Ordem das Clarissas na ilha da Madeira.